# Piroxena

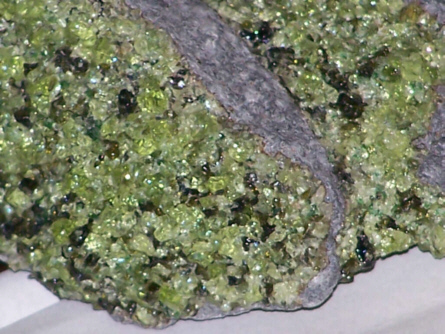
Figura 1 — Xenólito com peridoto (olivina) verde e cristais pretos de piroxena (San Carlos Indian Reservation, Gila, Arizona).

As piroxenas (português europeu) ou piroxênios (português brasileiro) são um importante grupo de 21 inossilicatos de cadeia simples encontrados em múltiplas rochas ígneas e metamórficas, em muitas das quais constituem o grupo mineral dominante. 

## Origem do nome
O nome piroxena deriva do grego pyros, significando fogo, e de xenos, significando estranho. A escolha do nome deriva de ser comum encontrar piroxenas em lavas vulcânicas, onde aparecem como pequenos cristais embebidos na massa vítrea. Assumiu-se que as piroxenas eram impurezas que resistiam ao fogo daí o nome de estranhos ao fogo. Hoje sabe-se que são simplesmente cristais que cristalizaram antes ou durante a erupção, ficando embebidos na rocha derretida resultante do arrefecimento.

## Composição e características
As piroxenas têm como característica comum serem constituídas por cadeias simples de tetraedros de sílica,  cristalizando nos sistemas monoclínico ou ortorrômbico.
As piroxenas podem ser representadas pela fórmula geral: XY(Si,Al)2O6,
onde X representa Cálcio, Sódio, Ferro+2, Magnésio ou, mais raramente, Zinco, Manganês e Lítio;
e Y representa iões de menor dimensão, tais como Crómio, Alumínio, Ferro+3, Magnésio, Manganês, Escândio, Titânio, Vanádio ou, raramente, Ferro+2.
Apesar do ião alumínio poder em geral substituir o Silício na maioria  dos  silicatos,  tal substituição não é comum nas piroxenas.

## Ocorrência
As piroxenas são minerais muito comuns nas rochas vulcânicas, com destaque para os basaltos. Também ocorrem com alguma frequência em rochas plutônicas e, embora com menor frequência, em rochas metamórficas.
O manto superior da Terra é composto principalmente por olivinas e por piroxenas, daí a abundância destes minerais nas rochas ígneas. A amostra de rocha na Figura 1 (acima à direita) é originária do manto terrestre, mostrando cerca de 60% de olivina (os cristais esverdeados) e 30% de piroxena (a massa de cristais escuros).

## Nomenclatura das piroxenas

Figura 2: — Nomenclatura das piroxenas ricas em Cálcio, Magnésio e Ferro.

A cadeia simples de silicatos que forma as piroxenas oferece grande flexibilidade na incorporação de variados catiões, a abundância dos quais, ao reflectirem a composição química do mineral, é em geral utilizada como elemento diferenciador na nomenclatura das piroxenas.
Os minerais de piroxena são denominados de acordo com as espécies químicas que ocupam os locos X (ou M1) e Y (ou M2) do octaedro e o loco T do tetraedro. Atualmente, a Commission on New Minerals and Mineral Names da International Mineralogical Association (IMA) reconhece apenas como válidos 21 nomes de minerais do grupo das piroxenas, tendo rejeitado, como sinónimos, os restantes 105 nomes previamente existentes.
Uma piroxena típica tem apenas silício nos locos tetraédricos e iões com carga +2 em ambos os locos octaédricos (X e Y), de que resulta a fórmula geral:
XYT2O6.
Os nomes mais comuns das piroxenas calco-ferro-magnesianas no quadrilátero das piroxenas, constante da Figura 2. A série das enstatite - ferrosilite, composição genérica [Mg,Fe]SiO3, contém até 5 mol.% de Cálcio e existem em três polimorfos: (1) ortoenstatite ortorrômbica; (2) protoenstatite; e (3) clinoenstatite monoclínica, com os seu equivalentes do grupo da ferrosilite.  
O aumento do teor em Cálcio impede a formação das fases ortorrômbicas. A  pigeonite ([Mg,Fe,Ca][Mg,Fe]Si2O6) apenas cristaliza no sistema monoclínico.
Nas condições de formação das piroxenas não é possível atingir uma solução sólida completa rica em Cálcio, pelo que as piroxenas do grupo Mg-Fe-Ca com conteúdo em cálcio entre 15 e 25 mol.% não são estáveis na presença de cristais exsolvidos. Tal conduz à existência de um intervalo de concentrações onde se verifica a imiscibilidade, situado entre as composições que dão origem à pigenite e à augite.  
Há uma separação arbitrária entre a augite e as soluções sólidas de diópsido-hedenbergite (CaMgSi2O6 - CaFeSi2O6).  A linha divisória é em geral traçada para concentrações >45 mol.% Ca. Como o ião Ca2+ não pode ocupar a posição Y,  tal implica não poderem existir piroxenas com mais de 50 mol.% de Cálcio. Um mineral semelhante, a wollastonite, tem a fórmula do membro das piroxenas com a maior riqueza hipotética de Cálcio, mas importantes diferenças estruturais impedem a sua inclusão no grupo das piroxenas.

Figura 3: Nomenclatura das piroxenas sódicas.

O Magnésio, o Cálcio e o Ferro não são de forma alguma os únicos catiões que podem ocupar as posições X e Y na estrutura das piroxenas. Uma segunda série muito importante de piroxenas tem nestas posições o Sódio, recebendo a nomenclatura constante da Figura 3.
A inclusão na piroxena de iões de Sódio, que têm uma carga +1, implica a necessidade de ser encontrado um mecanismo que equilibre a carga positiva em falta (para o +2 que tipicamente os catiões metálicos associados às piroxenas perfazem).  Na jadeíte e na aegirina (ou egirina) o desequilíbrio é resolvido pela inclusão de um catião +3 (Alumínio e Ferro(III), respectivamente) no loco X do cristal.
As piroxenas sódicas com mais de 20 mol.% de Cálcio, Magnésio ou Ferro(II) são conhecidas por onfacite, tendo características físico-químicas e cristalográficas muito distintas.
A tabela seguinte mostra a diversidade de catiões que podem ser acomodados na estrutura das piroxenas e indica as posições que podem por eles ser ocupadas (por ordem na matriz cristalina): 
| T |  | Si | Al | Fe3+ |      |    |   |      |    |    |    |    |      |    |    |    |    |
| X |  |    | Al | Fe3+ | Ti4+ | Cr | V | Ti3+ | Zr | Sc | Zn | Mg | Fe2+ | Mn |    |    |    |
| Y |  |    |    |      |      |    |   |      |    |    |    | Mg | Fe2+ | Mn | Li | Ca | Na |

Na natureza mais de uma substituição pode ser encontrada no mesmo mineral, não havendo separação rígida, antes um gradiente contínuo de abundância relativa.
Ao atribuir os diferentes iões aos diversos locos, a regra básica é começar da direita para a esquerda em cada linha da tabela acima, atribuindo todo o Silício à posição T, e depois preenchendo a posição com o Alumínio remanescente e finalmente com o Ferro (III). Mais Alumínio  ou Ferro podem ser incluídos na posição X, deixando os iões mais volumosos para a posição Y.
Nem todas as combinações que permitem obter neutralidade de cargas seguem o modelo exemplificado acima para o Sódio. São possíveis diversos esquemas alternativos de compensação de cargas:
1. Substituições emparelhadas de iões 1+ e 3+ nas posições Y e X respectivamente. Por exemplo: Na e Al produzem a jadeite de composição geral NaAlSi2O6.
2. Substituições emparelhadas de um ião 1+ na posição Y e uma mistura de igual número de iões 2+ e 4+ na posição X. Esta combinação produz, por exemplo,  minerais com a fórmula geral: NaFe2+0.5Ti4+0.5Si2O6.
3. A substituição de Tschermak, onde um ião 3+ ocupa as posições X e T, levando a arranjos do tipo CaAlAlSiO6.

Na natureza mais de uma substituição pode ser encontrada no mesmo mineral, não havendo separação rígida, antes um gradiente contínuo de abundância relativa.

## Minerais do grupo das piroxenas
- Clinopiroxenas (monoclínicas)
  - Aegirina (Silicato sódico de Ferro)
  - Augite (Silicato de Cálcio, Sódio, Magnésio, Ferro e Alumínio)
  - Clinoenstatite (Silicato de Magnésio)
  - Diópsido (Silicato de Cálcio e Magnésio —  CaMgSi2O6)
  - Esseneíte (Silicato de Cálcio, Ferro e Alumínio)
  - Hedenbergite (Silicato de Cálcio e Ferro)
  - Hipersténio(ou Hiperstena) (Silicato de Magnésio e Ferro)
  - Jadeíte (Silicato de Sódio e Alumínio)
  - Jervisite (Silicato de Sódio, Cálcio, Ferro, Escândio e Magnésio)
  - Johannsenite (Silicato de Cálcio e Manganês)
  - Kanoite (Silicato de Manganês e Magnésio)
  - Kosmochlor (Silicato de Sódio e Crómio — Na+Cr+3 Si2O6)
  - Namansilite (Silicato de Sódio e Manganês)
  - Natalyite (ou Nataliite) (Silicato de Sódio, Vanádio e Crómio)
  - Onfacite (Silicato de Cálcio, Sódio, Magnésio, Ferro e Alumínio)
  - Petedunnite (Silicato de Cálcio, Zinco, Manganês, Ferro e Magnésio)
  - Pigeonite (Silicato de Cálcio, Magnésio e Ferro)
  - Espodúmena (Silicato de Lítio e Alumínio)
- Ortopiroxenas (ortorrômbicas)
  - Hipersténio (ou Hiperstênio ou Hiperstena)
  - Donpeacorite — (MgMn)MgSi2O6
  - Enstatite  —  Mg2SiO6
  - Ferrosilite, FeMgSi2O6
  - Nchwaningite (Silicato hidratado de Manganês)
- Schefferite — Ca(Mg,Fe,Mn)Si2O6
- Zinco-schefferite —  Ca(Mg,Mn,Zn)Si2O6
- Jeffersonite — Ca(Mg,Fe,Mn,Zn)Si2O6
- Leucaugite — Ca(Mg,Fe,Al)(Al,Si)2O6
- Substituição cálcica de Tschermak — CaAlAlSiO6